# Дзицоев, Аслан Асланович
Аслан Асланович Дзицоев (род. 20 августа 1998 во Владикавказе) — казахстанский борец вольного стиля, мастер спорта международного класса.

## Биография
Аслан начал заниматься вольной борьбой в молодом возрасте. Основным местом его тренировок стал клуб, где его тренировали Казбек Дедегкаев и Ернар Ибраимов.

## Карьера
Дзицоев успешно выступает на международной арене, представляя Казахстан. Он двукратный чемпион Казахстана и обладатель нескольких медалей с международных турниров:
- Международный турнир Яшар догу (Стамбул) - бронза[1]. —
- Международный турнир Рудольф Карапетян (Армения) - золото. —
- Международный турнир Дан Колов (Болгария) - бронза.[2] —
- Journeymen International Champ (Нью-Йорк) - серебро.[3] —
- Кубок Айтханова (Казахстан) - золото. —
- Международный турнир М.М. Расулова (Казахстан) - золото. —
- Международный турнир А. Медведя (Минск) - бронза[4]. —